# Toño Mauri
Antônio Mauri Villarino (Cidade do México, 29 de julho de 1964) é um ator e cantor mexicano.

## Biografia
Conhecido como Toño Mauri, filho de pais cubanos, ele tem dois irmãos, um deles é a atriz, apresentadora, cantora pop Graciela Mauri. Membro do grupo '' Fresas con Crema'', logo ficou conhecido apenas como ''Fresas'', Mauri dividiu o trabalho com Mariana Levy, Oscar Bonfiglio e Andrea Legarreta. juntos alcançaram o sucesso com o tema ''Tour''. Em 1985, começou sua carreira na novela Juana Iris, produzido por Carlos Maurício Tellez. Mais tarde, em 1989, ele se junta na novela Mi Segunda Madre, de Juan Osório, ao lado de Maria Sorté e Enrique Novi. Encarnou José Ignácio Lopéz, filho de María Lopéz interpretado por Victoria Ruffo na novela Simplemente María, foi ao ar entre 1989 e 1990. Em 1991, ele se juntou ao elenco de Madres Egoístas, após muito tempo afastado da Tv, Mauri retorna em 1996 na novela La Antorcha Encendida, de Ernesto Alonso. Em 1998 e 1999, Mauri entra na novela El privilegio de amar interpretando o personagem Alonso ao lado de Adela Noriega, Helena Rojo, César Évora e René Strickler. Em 2000, encarna na novela Abrázame muy fuerte interpretando o sacerdote Moisés. Em 2002, se junta ao elenco da novela La otra, e em 2003 participa da novela Velo de novia.
Em 2004, Mauri participa da produção de Nathalie Lartilleux, Inocente de ti interpretando o personagem Sebastian, foi gravada em Miami. Em 2006, participa da novela Las dos caras de Ana, de Lucero Suarez, atuando ao lado de Adriana Fonseca e Gabriel Soto. E em 2007 na novela Bajo las riendas del amor.
No mesmo ano, recebeu o convite da produtora Carla Estrada, para participar da novela Pasión fazendo seu primeiro papel de antagonista. Em 2010, participou da produção de José Alberto Castro, Teresa interpretando o personagem Dr. Hernan Ledesma. Em 2014, participa da novela La Malquerida.

## Vida Pessoal
Mauri é casado com Karla Alemán desde 1993, o casal tem dois filhos: Carla Teresa Mauri nascida em 1996 e Mauri Antonio Alemán nascido em 2001

## Telenovelas
- Por amar sin ley (2018)...Dr. Ávalos
- La Malquerida (2014)...Andrés Vivanco
- Teresa (2010)....Hernan Ledesma
- Pasión (2007)…Alvaro Fernández de la Cueva, duque de Salvatierra
- Bajo las riendas del amor (2007)....Bruno Guzman
- Las dos caras de Ana (2006-2007)....Adrián Ponce
- Inocente de ti (2004-2005)....Sebastian Rionda
- Velo de novia (2003)......Juan Carlos Villaseñor
- La otra (2002).....Daniel Mendizabal
- Abrázame muy fuerte (2000-2001).....Sacerdote Moisés
- El privilegio de amar (1998-1999)....Alonso del Ángel
- La Antorcha Encendida (1996).....Andrés Quintana Roo
- Madres Egoístas (1991)....Maximiliano Báez
- Simplemente María (1989-1990).....Jose Ignacio López
- Mi Segunda Madre (1989).....Sico
- Juana Iris (1985)....Mauricio

## Seriados
- Tiempo final (Fox) - Temporada III (2009) - Serie de televisión - capítulo "Coartada"....Emilio Martínez Rigatti3
- Tiempo final (Fox)- Temporada II (2008) - Serie de televisión - capítulo "Simulacro"....Mario
- Mujer, casos de la vida real "La miniserie" (2006)....Alonso

## Filmes
- Trampa Infernal (1990)....Mauricio[1]